# 陪都
陪都，另稱留都、次都、副都或別都等，指一個政權在首都之外另外設立的都城，一般不設中央政府機構，通常不是全國的政治中心。大部份陪都至少都是區域性的中心城市，極少數陪都是實際的全國政治中心或中央政府所在地。
世界各文化圈均有陪都的概念。在漢字文化圈中，「留都」、「別都」、「副都」、「次都」、「陪都」、「行都」等概念意義上相近但略有差別，如留都指首都遷徙後原來的舊首都，而行都（另稱行在）即指具有臨時性質的實際首都。以上在古代均為重要政治制度之一，現代類近相對應的概念則為臨時首都及多重首都。

## 臨時首都
临时首都是在某一政府对原先首都出现控制上的困难时，选定作为政府运作基地的其他城镇。設定临时首都最常见的原因是戰爭导致原政府的首都受敵對武裝勢力威脅，或甚至成為偏安政府。
世界历史上较著名的临时首都包括：
- 葡萄牙王室在拿破仑战争时期将首都迁至葡屬巴西里约热内卢，法军撤离葡萄牙后还都里斯本。
- 西班牙内战期间，国民军初期将临时首都设在布尔戈斯；在国民军围困马德里后，共和军先后将巴塞罗那和瓦伦西亚作为临时首都。
- 波蘇戰爭時，立陶宛政府由于首都维尔纽斯被波兰控制而将考那斯作为临时首都使用。
- 第二次世界大战：
  - 對日抗戰期間，中华民国国民政府由于首都南京被日軍佔領，在1937年經過多次轉移，於該年11月移駐重庆，此後重慶成為戰時首都，並在1940年由國民政府正式確立為「陪都」，至日本投降方還都南京。
  - 法國淪陷後，戴高樂领导的自由法国在法屬西非布拉柴维尔设立临时首都，后迁都北非的阿尔及尔，納粹德國滅亡後后还都巴黎。
  - 苏联在莫斯科受到威胁时计划将首都运作分散到薩馬拉（時稱「古比雪夫」，临时首都、行政和外交中心）、葉卡捷琳堡（時稱「斯維爾德洛夫斯克」，工业中心）、喀山（科学中心）和秋明（宗教中心）。
- 政府遷臺後的中華民國：
  - 第二次國共內戰後，中華民國政府失去對中國大部分疆域的統治，而在1949年末撤退至臺灣，其中也包括原有首都南京的丟失；此後以具有臺灣首府地位的臺北為臨時首都，並出於維持法統的立場，繼續透過發布「公告行政區劃」聲稱已歸中共政權管轄的南京為正式的中華民國首都。但隨著臺海現狀的常態化，加上1990年代臺灣本土化風潮的興起，臺北逐漸被民間直接稱呼為中華民國首都或「臺灣首都」，不再以「臨時首都」視之。
  - 2005年起，中華民國政府停止發布「公告行政區劃」，此後政府文獻與教科書中僅列出實際統治區（即臺灣地區）之行政區域，南京不再被稱為中華民國首都；相對的，臺北則被稱為「首都」、或以較中立的「中央政府所在地」稱之。
- 朝鲜战争期间，在朝鲜人民军逼近汉城时，大韩民国政府迁都釜山，停战后还都汉城。朝鮮民主主義人民共和國政府在联合国军逼近平壤时亦迁都江界，停战后还都平壤。
- 倫貝克（英語：Rumbek）是南蘇丹共和國的都市，湖泊省的首府，位在朱巴西北部。第二次蘇丹內戰結束之後，曾作為南蘇丹的临时首都。人口約3萬（2011年）。
- 利比亚内战中，全国过渡委员会以班加西作为临时首都。
- 俄羅斯入侵烏克蘭期間，烏克蘭由於首都基輔受到俄羅斯及白俄羅斯重大威脅，將大部份政府機關遷至西部利維夫州首府利沃夫，不少領事機構亦隨其遷館。

## 多重首都
多重首都在世界历史上乃至现代都有所见。一类是古代的权臣把持朝政、架空皇帝时，往往在首都之外另设一个行政中心，例如东汉末年汉献帝的朝廷在许昌，丞相曹操在邺；东魏首都在邺，掌权的大将高欢在晋阳；唐朝末年首都在长安（唐昭宗时迁都洛阳），把持朝政的朱全忠在汴梁；武家掌权时代的日本天皇基本上一直在京都，而掌控实权的鐮倉幕府在镰仓，丰臣政權在大阪，江戶幕府在江户。一类多重首都是将各项首都功能在多座城市之间分散，例如南非的“三重首都”比勒陀利亞、开普敦、布隆方丹分别是行政、立法和司法机构驻地；统一之后的德国将柏林作为行政首都，波恩作为立法首都，直至德國國會大廈重建完成後才結束其立法首都的地位。另一类是依照季节将政府在不同城市之间搬迁，例如英属印度时代将德里作为冬都，西姆拉作为夏都。最后，由于历史原因，已经不再作为首都的城市可能仍旧担当一部分首都的功能，例如当代的波昂继续作为部分德国联邦政府机构驻地；特拉维夫原为临时首都，在以色列定都耶路撒冷后由于后者归属问题未解决，因此大多数国家使馆继续留驻特拉维夫；日本迁都东京后原首都京都仍旧保留皇宫等。
纵观世界历史，陪都制度只存在于以古代中国为中心的东亚文化圈各国，它始于中国西周时期的“两京制度”，是中国古代政治制度史上的创举，但并非世界独创。作为与首都同时长期设置的都城的陪都是“多重首都”制度的一种。而作为战时或其他特殊时期使用的陪都则是“临时首都”的一种。
历代陪都的设置，大体分为五种情况：
1. 首都不在全国的地理中心而偏于边地，不利于统治者管辖全境，故有必要在位置适中的地方设置陪都，加强对全国的控制。如西周的雒邑、明朝初年的北京開封府。
2. 政权兴起于边疆，原先建都也在边疆，后来政权强大，入主中原，为了便于控制全境而迁都内地，同时将原来的首都改为陪都。这种情况以非漢族政权居多，如金朝的上京会宁府、清朝的盛京奉天府。
3. 首都本为全国政治和军事中心，但随着全国经济文化中心的转移，首都已不具有优势，乃在全国的经济文化中心和交通便利的地方营建陪都。这种情况下的陪都往往和首都并列为全国性政治中心，如隋唐兩代的东都洛阳（河南府）。
4. 统治者因巡幸或躲避战乱临时住过或長期因戰爭遷駐辦公的地方，为了纪念而建陪都。这种情况下的陪都往往就是临时首都或实际首都。如唐朝安史之乱后的成都府、南宋的杭州府（臨安府）、中華民國國民政府的陪都重庆等。
5. 君主的興起之地（或出生地、祖籍），常被称为“龙兴之地”，为了突出其地位以显示与其他地区不同因而设置陪都。如武周的北都并州、明朝的中都凤阳府。

历代设置的陪都都符合以上五种情况中的一种或多种。

## 例子

### 中國歷代
- 中國最早的陪都出現在西周初年設立的雒邑。當時周公旦將東方的雒邑建為陪都成周，用來集中監視叛心不定的前商朝貴族頑軍。此后，這一習慣被不少朝代沿用。
- 戰國時期，燕國在武陽設下都。東漢首都在洛陽，另將西漢故都長安設為西京，在開國皇帝劉秀的故鄉南陽設立南都。三國中的曹魏有五都，分別是首都洛陽，以及譙邑、長安、鄴城、許昌四個陪都。同時，東吳也有陪都，即武昌。北魏時期，孝文帝遷都洛陽后，將故都平城定為北京。東魏時期，高歡定都於鄴都，稱上都，又以晉陽為下都。
- 隋朝定都大興城，隋煬帝遷都洛陽，稱洛陽為東京，以大興為西京，始設置留守。唐朝定都長安，但仍重視洛陽。武則天時期曾經定太原為北都，并遷都洛陽。唐玄宗時期又以長安為西京，洛陽為東京。並數度定河中府為中都。安史之亂后，成都和鳳翔又封為南京和西京。上元元年，又以江陵為南都，與南京成都並存，寶應元年后罢西京鳳翔京名。
- 五代十國時期，後梁以開封為首都，稱東都開封府，以洛陽為陪都。其后的五代朝代中不少都沿襲如此。在這期間，魏州、真定、太原、西安等也當過陪都。南昌府曾在公元961—975年作為南唐的陪都，稱為南都。北宋以開封為首都，稱為東京，立洛陽為西京河南府，歸德府為南京，大名府為北京。南宋時期，臨安稱行在，紹興稱行都，建康則為陪都。
- 西夏以懷遠鎮（今寧夏銀川）為首都，稱為東京興慶府，立靈州為西京西平府。遼朝以上京臨潢為首都，又以幽州為南京；以雲州（今山西大同）為西京；以遼陽為東京。統和廿五年又建中京大定府（今內蒙古寧城）為首都。金朝最初以會寧府（今黑龍江哈爾濱市）為首都，稱上京；臨潢府為北京；遼陽府為南京；大定府為中京；大同府為西京。貞元元年遷都燕京，即今北京市，稱中都大興府。并改原南京為東京，廢去臨潢府北京名號，改原中京大定府為北京。又立開封為南京。
- 元朝定都北京，稱大都，以舊都上都開平府（今內蒙古多倫）為陪都，並稱兩都。明朝朱元璋建都應天府（今江蘇南京）。洪武元年曾設開封府為陪都，但不久即罷。洪武二年，設鳳陽府為陪都，稱中都。明成祖將首都遷往北京，應天府南京則作為陪都，鞏固明朝對南方的統治。清兵入關后，清廷定都北京，又以舊都盛京（今遼寧瀋陽）為陪都。
- 二戰期間，1937年10月，國民政府國防最高委員會決議遷都重慶。[1]:36中華民國將中央政府機關遷往重慶，也稱陪都。1948年1月，國民政府明令，定北平為陪都。1949年以後由於失去對南京、北平以及中國大部分領土的控制（僅剩福建省金門縣及福建省連江縣），將台灣台北市作為實際首都[1]:53。

### 朝鮮半島
- 王氏高丽
  - 开城：开城本为王氏高丽首都，号皇都，后改号王京，又俗称松都、松京、开京等。辛禑王八年（1382年）八月迁都南京（今首尔），王京成为陪都。第二年（1383年）二月还都王京，再为首都。恭让王二年（1390年）七月迁都南京，命安宗源、尹虎留守王京，再为陪都。三年（1391年）二月，恭让王还都王京，自是直到高丽王朝灭亡、朝鮮王朝迁都汉阳之前，其首都地位未再改变。
  - 平壤：918年高丽太祖王建推翻弓裔，在高句丽故都平壤建立王氏高丽政权，第二年（919年）把首都迁往自己的故乡松岳郡（今开城），改称开州；为了纪念自己的发家之地平壤，926年王建升平壤为“西京”，作为首都皇都（今开城）的陪都，置留守官。一直到1392年王氏高丽灭亡，西京一直是王氏高丽的陪都。
  - 庆州：935年王建攻占新罗首都金城（今庆州），改金城为庆州，新罗灭亡。987年升庆州为“东京”，置留守官，与平壤同为东、西两陪都。1012年取消京号，仍为庆州。
  - 汉阳：1010年契丹入侵高丽，高丽显宗放弃王京开城府，南逃汉阳（今首尔），升汉阳为“南京”，作为临时首都和陪都，与西京（平壤）和东京（庆州）号为“小三京”。辛禑王八年（1382年）八月迁都南京，成为首都。第二年（1383年）二月还都王京，南京再为陪都。恭让王二年（1390年）七月迁都南京，命安宗源、尹虎留守王京，南京再为首都。三年（1391年）二月，恭让王还都王京，南京再为陪都，直到王氏高丽灭亡、朝鮮王朝迁都汉阳。
- 大韩帝国
  - 西京平壤府
- 朝鮮民主主義人民共和國（1972年以前）
  - 以平壤为临时首都，法定首都是汉城。
- 大韓民國
  - 以首爾為首都，但部分政府部門在世宗市

### 日本
- 難波京：奈良時代的陪都。

### 俄罗斯
- 圣彼得堡：目前俄罗斯事实上的陪都。

### 引用
1. 1 2  陳雷等編著. . 台北: 傳記文學出版社. 1978-06-01.